# Grankreek (Marowijne)
De Grankreek, ook wel Gronkreek, is een rivier  in Suriname die bij het eiland Skintabiki uitmondt in de Marowijne. De rivier ontspringt iets ten oosten van de Boven-Surinamerivier en stroomt door het ressort Tapanahony in Sipaliwini.
De afstand tot Albina, waarna de Marowijne kort daarna in de Atlantische Oceaan stroomt, is 105,5 kilometer.

## Expeditie van Loth

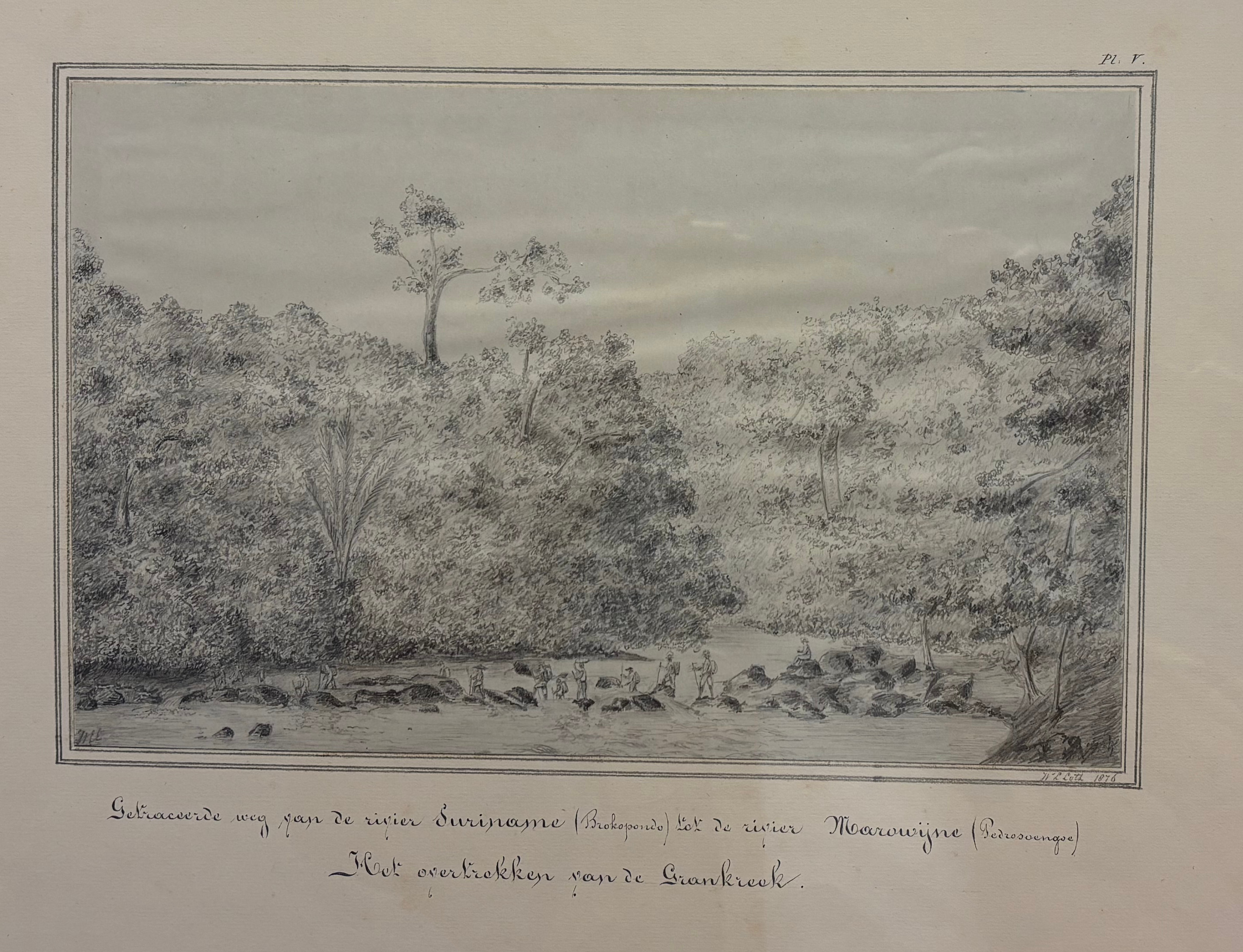
Prent van Willem Lodewijk Loth uit 1876: de oversteek over de Grankreek bij de tocht van de Surinamerivier naar de Marowijne

De landmeter Willem Lodewijk Loth ondernam in 1876 een expeditie naar de Grankreek, met de verwachting dat hier veel goud te vinden was. Hij publiceerde in 1878 als een van de eersten over de Paramaccaners, een van de zes marronstammen in Suriname.

## Goudwinning
In de Grankreek vindt sinds de jaren 1980 goudwinning plaats door Paramaccaners en Brazilianen, en later ook door Aukaners en Chinezen. In 2023 verstrekte minister Dinotha Vorswijk ook een concessie van 24.000 hectare aan een Indiër. Er is toegang tot de goudnederzetting vanaf het Brokopondostuwmeer. Goudwinning levert in Suriname grote milieuschade op.

## Criminaliteit
In het gebied rondom het goudveld komt het geregeld tot gewelddadige incidenten.
In november 2024 werden twee helikopters van de Surinaamse politie tijdens het vliegen beschoten. Twee agenten raakten hierbij gewond.